# لويس أ. سيمون
لويس أ. سيمون (بالإنجليزية: Louis A. Simon) هو مهندس معماري أمريكي، ولد في 1867 في بالتيمور في الولايات المتحدة، وتوفي في 1958.